# Daniel Díaz (voetballer)
Daniel Alberto "Cata" Díaz (San Fernando del Valle, 13 juli 1979) is een Argentijns voormalig voetballer die doorgaans speelde als centrale verdediger. Tussen 1999 en 2019 speelde hij voor verruilde hij Rosario Central, Cruz Azul, Colón, Boca Juniors, Getafe, Atlético Madrid, opnieuw Boca Juniors, opnieuw Getafe, en Fuenlabrada. Díaz maakte in 2003 zijn debuut in het Argentijns voetbalelftal en kwam uiteindelijk tot twaalf interlands, waarin hij één keer scoorde.

## Clubcarrière
Díaz speelde in de jeugd van Juventud de Catamarca en verkaste in 1997 naar Rosario Central. Twee jaar later stroomde hij door naar het eerste elftal. In 2003 vertrok de verdediger naar Cruz Azul, maar na slechts één seizoen keerde hij weer terug naar zijn vaderland naar Colón. Daar speelde hij dermate goed dat topclub Boca Juniors hem ontdekte. Zij kochten hem en hij ontwikkelde zich tot een vaste waarde in het elftal. In de zomer van 2007 stond Getafe uit Spanje klaar om Díaz voor circa zes miljoen euro over te nemen. Hij miste in de seizoenen dat hij bij Getafe speelde bijna nooit een minuut voetbal; hij was alleen enkele malen geblesseerd. In 2012 verkaste hij op tweeëndertigjarige leeftijd naar Atlético Madrid, maar onder zijn landgenoot Diego Simeone speelde hij bijna nooit, wat hem deed beslissen terug te keren naar Boca Juniors. In de zomer van 2016 verkaste Díaz opnieuw naar een club waar hij eerder al gespeeld had. De Argentijn zette zijn handtekening onder een verbintenis voor de duur van één seizoen bij Getafe. Na afloop van deze verbintenis, vertrok Díaz naar Fuenlabrada. In februari 2019 zette de Argentijn een punt achter zijn actieve loopbaan.

## Interlandcarrière
Díaz debuteerde op 17 juli 2003 in het Argentijns voetbalelftal. Op die dag werd er met 2–2 gelijkgespeeld tegen Uruguay. Díaz mocht in de basis beginnen van bondscoach Marcelo Bielsa. Zijn eerste doelpunt viel op 6 juni 2009. In een met 1–0 gewonnen wedstrijd tegen Colombia maakte Díaz het enige doelpunt.
| Interlands van Daniel Díaz voor Argentinië | Interlands van Daniel Díaz voor Argentinië | Interlands van Daniel Díaz voor Argentinië | Interlands van Daniel Díaz voor Argentinië | Interlands van Daniel Díaz voor Argentinië | Interlands van Daniel Díaz voor Argentinië | Interlands van Daniel Díaz voor Argentinië |
| №                                          | Datum                                      | Wedstrijd                                  | Uitslag                                    | Competitie                                 | Goals                                      |                                            |
| Als speler bij Cruz Azul                   | Als speler bij Cruz Azul                   | Als speler bij Cruz Azul                   | Als speler bij Cruz Azul                   | Als speler bij Cruz Azul                   | Als speler bij Cruz Azul                   | Als speler bij Cruz Azul                   |
| ------------------------------------------ | ------------------------------------------ | ------------------------------------------ | ------------------------------------------ | ------------------------------------------ | ------------------------------------------ | ------------------------------------------ |
| 1                                          | 17 juli 2003                               | Argentinië – Uruguay                       | 2 – 2                                      | Vriendschappelijk                          |                                            |                                            |
| Als speler bij Boca Juniors                |                                            |                                            |                                            |                                            |                                            |                                            |
| 2                                          | 10 maart 2005                              | Argentinië – Mexico                        | 1 – 1                                      | Vriendschappelijk                          |                                            |                                            |
| 3                                          | 19 april 2007                              | Argentinië – Chili                         | 0 – 0                                      | Vriendschappelijk                          |                                            |                                            |
| 4                                          | 6 juli 2007                                | Argentinië – Paraguay                      | 1 – 0                                      | Copa América 2007                          |                                            |                                            |
| Als speler bij Getafe                      |                                            |                                            |                                            |                                            |                                            |                                            |
| 5                                          | 17 oktober 2007                            | Venezuela – Argentinië                     | 0 – 2                                      | WK 2010 kwalificatie                       |                                            |                                            |
| 6                                          | 6 september 2008                           | Argentinië – Paraguay                      | 1 – 1                                      | WK 2010 kwalificatie                       |                                            |                                            |
| 7                                          | 11 september 2008                          | Peru – Argentinië                          | 1 – 1                                      | WK 2010 kwalificatie                       |                                            |                                            |
| 8                                          | 11 oktober 2008                            | Argentinië – Uruguay                       | 2 – 1                                      | WK 2010 kwalificatie                       |                                            |                                            |
| 9                                          | 16 oktober 2008                            | Chili – Argentinië                         | 1 – 0                                      | WK 2010 kwalificatie                       |                                            |                                            |
| 10                                         | 19 november 2008                           | Schotland – Argentinië                     | 0 – 1                                      | Vriendschappelijk                          |                                            |                                            |
| 11                                         | 6 juni 2009                                | Argentinië – Colombia                      | 1 – 0                                      | WK 2010 kwalificatie                       | 56'                                        |                                            |
| 12                                         | 12 augustus 2009                           | Rusland – Argentinië                       | 2 – 3                                      | Vriendschappelijk                          |                                            |                                            |